# Баранцы (Гомельская область)
Баранцы (бел. Баранцы) — деревня в Ельском районе Гомельской области Белоруссии. Входит в состав Скороднянского сельсовета.

## География

### Расположение
В 30 км на юго-запад от районного центра и железнодорожной станции Ельск (на линии Калинковичи — Овруч), в 207 км от Гомеля, в 1 км от государственной границы с Украиной.

## Транспортная сеть
Транспортные связи по просёлочной, затем автомобильной дороге Скородное — Ельск. Деревянные крестьянские усадьбы вдоль деревенской дороги.

## История
По письменным источникам известна с XIX века как хутор в Мозырском уезде Минской губернии. В 1879 году упоминается как селение Скороднянского церковного прихода. В 1931 году жители вступили в колхоз. Во время Великой Отечественной войны в июне 1943 года оккупанты сожгли деревню и убили 6 жителей. 10 жителей погибли на фронте. В 1959 году в составе совхоза «Скороднянский» (центр — деревня Скородное).

## Население

### Численность
- 2004 год — 8 хозяйств, 13 жителей.

### Динамика
- 1897 год — 3 двора, 24 жителя (согласно переписи).
- 1908 год — 5 дворов, 36 жителей.
- 1917 год — 54 жителя.
- 1940 год — 20 дворов, 86 жителей.
- 1959 год — 87 жителей (согласно переписи).
- 2004 год — 8 хозяйств, 13 жителей.